# HD 330075 b
HD 330075 b – planeta pozasłoneczna okrążająca gwiazdę HD 330075, która znajduje się 163,7 lat świetlnych od Ziemi, w gwiazdozbiorze Węgielnicy. Jej odkrycie ogłoszono w 2004 roku – była to pierwsza planeta odkryta za pomocą spektrometru HARPS.
Planeta ma masę co najmniej 0,62 masy Jowisza, a jej odległość od macierzystej gwiazdy jest mniejsza niż 1/25 odległości Ziemi od Słońca, jest ona zatem gorącym jowiszem. Jedno okrążenie wokół gwiazdy zajmuje jej ponad 3 dni.